# Toxeuma styliclava
Toxeuma styliclava är en stekelart som först beskrevs av Karl-Johan Hedqvist 1974.  Toxeuma styliclava ingår i släktet Toxeuma och familjen puppglanssteklar. Arten är reproducerande i Sverige. Inga underarter finns listade i Catalogue of Life.